# Bethany Joy Lenz
Bethany Joy Lenz est une actrice et chanteuse américaine, née le 2 avril 1981 à Hollywood (Floride).
Elle est principalement connue pour son rôle de Haley James Scott dans la série Les Frères Scott et pour son engagement envers les droits des femmes notamment au travers des organismes Love146 et Equality Now.

## Biographie

### Enfance
Née le 2 avril 1981 à Hollywood, en Floride, Bethany Joy Lenz déménage au Texas avec sa famille alors qu'elle est âgée de 4 ans. Son père, Robert George Lenz, est professeur d'histoire et thérapeute, tandis que sa mère, Catharine Malcolm Holt Shepard, travaille comme entrepreneuse et elle est connue pour avoir été manager.
Ses parents divorcent lorsqu'elle a 16 ans. De son père, elle a un demi-frère, Sam, né en 2001[réf. nécessaire].
Ses parents remarquent très tôt son côté artistique et l'inscrivent dans une école d'art dramatique alors qu'elle a 6 ans. Elle y prend des cours de claquettes, de danse et de théâtre et donne des représentations régulièrement avec ses camarades. Elle joue notamment un munchkin dans Le Magicien d'Oz, June petite dans Gypsy et Scout dans Ne tirez pas sur l'oiseau moqueur.
Elle obtient son premier rôle télévisuel dans le film chrétien pour enfant Psalty's Salvation Celebration où elle a le rôle principal.

### Vie professionnelle
En 1993, la famille déménage à nouveau, cette fois dans le New Jersey, et c'est l'occasion pour la jeune comédienne de passer des castings et d'obtenir des rôles dans de nombreuses publicités comme Eggo Waffles, Dr Pepper ou Buick. En 1997, elle obtient son premier rôle au cinéma : elle interprète Linda Halleck dans le film La Peau sur les os, une adaptation d'une œuvre de Stephen King[réf. nécessaire].
En 1998, Bethany Joy Lenz apparaît dans quelques épisodes du soap opéra Haine et Passion dans le rôle du clone d'un personnage récurrent. Par la suite, on lui propose un contrat de deux ans au sein du même soap, mais avec un tout autre rôle. Elle obtient l'année suivante son diplôme du lycée et décroche un rôle dans le téléfilm Mary and Rhonda[réf. nécessaire].
En 2000, son contrat dans Haine et Passion touche à sa fin et elle ne souhaite pas le renouveler. Elle reste à New York quelques mois et participe à quelques petites productions théâtrales. Elle interprète notamment le personnage de Stella Kowalsky dans la pièce Un tramway nommé Désir aux côtés de l’acteur Brian Lee Franklin[réf. nécessaire].
Bethany Joy Lenz part ensuite sur la côte Ouest et fait des apparitions dans plusieurs séries et sitcoms : Sexe et Dépendances, Charmed, Felicity, et C'est pas ma faute ! Elle tourne aussi dans la comédie American Girls 2, qui sort en 2004, et dans la série Le Protecteur aux côtés de Simon Baker. À noter qu'elle travaille aussi un temps comme fleuriste à Los Angeles[réf. nécessaire].
En 2003, Bethany Joy Lenz obtient le rôle d'Haley James Scott dans la série Les Frères Scott, et déménage en Caroline du Nord. Dans la mesure où l'équipe des Frères Scott a pour habitude de confier la réalisation d'épisodes à certains des acteurs, Bethany Joy Lenz devient réalisatrice le temps de trois épisodes de la sixième, de la septième et de la huitième saison.
Après neuf saisons, la série touche à sa fin, mais Bethany Joy Lenz ne veut pas arrêter la télévision. Elle retourne vivre sur la côte Ouest et joue dans un épisode de la deuxième saison du sitcom Men at Work, dans plusieurs épisodes de la huitième saison de Dexter, dans un épisode de la 14e saison des Experts, ainsi que dans un épisode de la nouvelle web-série Sock Monkee Therapy[réf. nécessaire].
En janvier 2014, Bethany Joy Lenz commence le tournage d'une nouvelle série intitulée Songbyrd pour laquelle elle a le rôle principal aux côtés de Rumer Willis, la fille de Bruce Willis. Mais le pilote ne convenant pas à la chaîne, il n'y aura finalement pas de série. En mars de la même année, elle part au Canada pour le tournage du téléfilm Le Médaillon de Noël[réf. nécessaire].
En janvier 2015, Bethany Joy Lenz et son ami acteur Sid Mallya choisissent un film à produire sur le site InkTip. Il s'agit de One Of These Days écrit par Phyllis Heltay. C'est l'histoire d'un jeune homme dépressif qui se retrouve embarqué par un groupe de touristes mystérieux dans leur quête du bonheur dans une petite ville d'Angleterre. Lors d'une interview peu après cette annonce, Bethany Joy Lenz mentionne que le tournage est prévu pour mai 2015. Lors d'une autre interview en février 2015, elle annonce qu'elle est en train d'écrire deux pilotes parlant de la condition de la femme dans les années 1920-1930. Puis, en mars 2015, l'actrice tourne le pilote de la nouvelle série de Shonda Rhimes, The Catch, mais elle n'est finalement pas retenue pour le rôle. Pendant l'été 2015, elle part à Porto Rico pour tourner le film Extortion dans lequel elle a décroché un rôle. En octobre 2015, elle repart au Canada pour le tournage du pilote d'un thriller intitulé Home. Malheureusement, encore une fois, le pilote ne convainc pas la chaîne[réf. nécessaire].
Début 2016, Bethany Joy Lenz prête sa voix au court métrage Grace écrit, réalisé et produit par son ami Kristin Fairweather. En mars 2016, elle joue dans deux épisodes de la saison 3 de la série Marvel : Les Agents du SHIELD. En juin, elle s'envole de nouveau au Canada pour tourner dans trois épisodes de la nouvelle série American Gothic. En septembre, on apprend qu'elle a été choisie pour reprendre le rôle de Morgan dans la saison 2 de la série Colony. En octobre, elle réalise un épisode de la web-série Nasty Habits , puis, en décembre, elle tourne un pilote pour un projet du studio de production Indigenous Media, intitulé « Project: Her », qui vise à mettre en avant les auteures féminines dans le monde de la télévision.
En mars 2017, Bethany Joy Lenz participe à un tournage sous la direction de Freddy Scott et Jonathan Sadowski aux côtés des acteurs Ben Feldman, Spencer Garett, Reid Scott et Danielle Panabaker. En septembre 2017, l'actrice repart au Canada pour le tournage d'un nouveau téléfilm de Noël intitulé Snowed-Inn Christmas. Elle tournera également le clip de la chanson How About You afin de promouvoir la diffusion du téléfilm. Le mois suivant, on apprend qu'elle apparaîtra dans deux épisodes de la saison 14 de Grey's Anatomy. Enfin, en novembre, l'actrice s'envole en Roumanie pour le tournage du téléfilm romantique Un prince à marier. Afin de promouvoir ce téléfilm, la chaîne diffuse une affiche photoshoppée qui interpelle rapidement le public. En réponse, l'actrice lance le mouvement « Real is Beautiful », au cours duquel elle dévoile une photo d’elle sans maquillage pour montrer au public qu’elle est comme tout le monde, et qu’elle a aussi des complexes. La chaîne a, depuis, entendu les critiques et a publié une nouvelle affiche beaucoup plus réaliste.
En 2019, Bethany Joy Lenz est à l'affiche de Pearson, nouveau spin-off de la série Suits. On la retrouve régulièrement dans des télégilms de Noël ou de romance, mais aussi dans le film Blindfire en 2020, un épisode de la série Good Sam, dans le film So Cold the River en 2022, et dans les 13 épisodes de la série de podcast Dark Sanctum de 2022 à 2024.
Depuis 2021, la jeune femme co-anime le podcast Drama Queens avec ses anciennes co-stars des Frères Scott, Sophia Bush et Hilarie Burton Morgan.

### Vie artistique
À l'âge de 13 ans, alors que la jeune Bethany Joy Lenz vient d'emménager dans le New Jersey avec sa famille, elle commence à prendre des cours de chant avec le directeur de l'école d'opéra de Brooklyn à New York, Richard Barrett, qui lui apprend de nombreuses chansons dont la célèbre Con te partirò[réf. nécessaire].
Alors qu'elle joue dans Haine et Passion, elle a l'occasion de se produire dans des petites salles à l'occasion de différents événements caritatifs. Elle est aussi choisie pour participer à la revue Foxy Ladies Love/Boogie 70's Explosion avec plusieurs autres actrices et chanteuses. Avec une vingtaine de représentations, ce spectacle, digne de cabaret, retrace l'évolution des droits des femmes dans les années 1970.
Bethany Joy Lenz intègre ensuite le casting des Frères Scott et, alors que la série se voit couronnée de succès, les producteurs décident de mettre à profit les talents de musicienne de la comédienne, pour donner à son personnage un rôle de chanteuse. Elle chante notamment en duo avec Tyler Hilton sur le titre de Ryan Adams intitulé When the Stars Go Blue pour la première compilation de la série. La chanteuse effectue aussi une série de concerts à travers 25 villes des États-Unis, le « One Tree Hill Tour », avec Tyler Hilton, Gavin DeGraw et the Wreckers en 2005. Elle en profite également pour mettre en vente son deuxième EP Come on Home.
Par la suite, Bethany Joy Lenz signe avec la maison de disques Epic Records et commence l'enregistrement de son premier album, The Starter Kit. Sa musique est inspirée de chanteurs tels que Sheryl Crow, James Taylor, Fiona Apple ou encore Billy Joel. Cependant, à la suite d'un changement de direction au sein de la maison de disque, l'album ne sera finalement pas commercialisé malgré la promotion déjà entreprise par Epic Records.
En octobre 2009, Bethany Joy Lenz fait aboutir un de ses vieux rêves, celui de créer une comédie musicale. En effet, elle adapte un de ses romans préférés, N'oublie jamais de Nicholas Sparks, en comédie musicale.
Parallèlement, en novembre 2008, Bethany Joy Lenz s'associe à son amie Amber Sweeney pour former le duo musical Everly. Elles sortent rapidement différents EPs et la série Les Frères Scott promeut leur duo en se dotant de plusieurs de leurs titres durant les saisons 6 à 9, et elles se produisent également dans de nombreux concerts. Cependant, le groupe se sépare après quatre ans de collaboration, les deux artistes préférant se consacrer à leur carrière solo.
Entre-temps, Bethany Joy Lenz interprète la chanson « Macavity The Mystery Cat » dans une version revisitée de la célèbre comédie musicale Cats pour l’événement annuel CATS for Cats à Los Angeles. L'argent récolté lors de cette soirée est reversé à une association venant en aide aux chats errants de Los Angeles.
Peu de temps après la dissolution de Everly, Bethany Joy Lenz donne un concert, en novembre 2012, pour l'événement Rock The School, où elle interprète des titres inédits. Elle sort un album intitulé Then Slowly Grows contenant notamment ses anciennes chansons de The Starter Kit  (il s'agit de l'album qui n'avait pas pu sortir en 2007). En décembre 2013, elle sort un nouvel album intitulé Your Woman, qu'elle a préparé aux côtés de son vieil ami et producteur de musique Jeff Cohen. Pour cet album, elle choisit un nouveau nom de scène : « Bette ». Ses influences sont des artistes tels que Patsy Cline, Paula Cole et Sam Cooke.
Le 20 décembre 2014, Bethany Joy Lenz sort un nouvel EP de quatre chansons sur iTunes. Elle choisit, cette fois, le nom de scène « Joy ». Cet EP, qui constitue un aperçu de son futur album, Get Back To Gold, a été financé par les fans au moyen du site Kickstarter.

La chanteuse ne se laisse pas abattre et décide rapidement de changer d'équipe. Ainsi, en décembre 2015, elle s'associe aux musiciens Doo Crowder et Danny Shyman pour sortir deux chansons de Noël. Le trio, qui se fait appeler « Joy Lenz & The Fellas », est rapidement rejoint par le batteur Ben Zelico et la chanteuse Brittany Gilmore, et se fait alors appeler « Joy Lenz & The Firepit Band». Après une tournée dans six villes des États-Unis entre mai et juillet 2016, le groupe annonce que son tout premier album est en cours de préparation.
En novembre 2016, Bethany Joy Lenz indique dans une interview être en train de se préparer pour une comédie musicale. En août 2017, elle déclare être en train de finir l'écriture de sa comédie musicale.
Le 27 février 2018, la chanteuse diffuse gratuitement sur ses réseaux sociaux la chanson « Ghost Stories » qu’elle a écrite, enregistrée et produite elle-même. En mars 2018, Bethany Joy Lenz révèle travailler sur l'adaptation musicale de l'histoire de la jeune amérindienne Pocahontas. Le 21 avril 2018, la chanteuse interprète la chanson Buenos Aires lors de la soirée de charité CATstravaganza qui vient en aide aux chats errants de Los Angeles.

### Vie privée

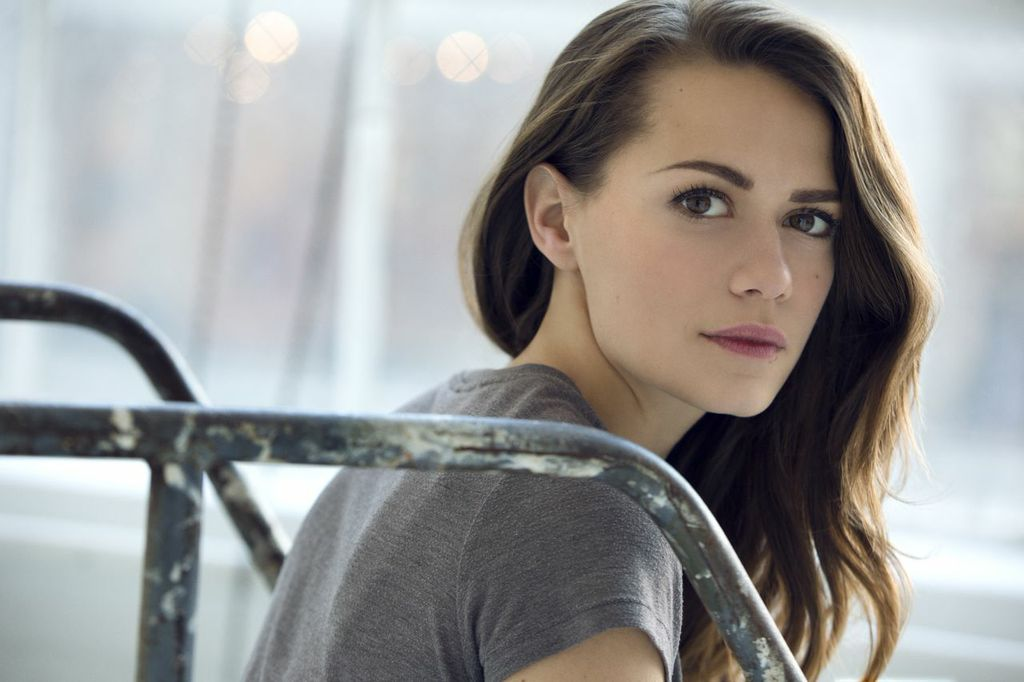
Bethany Joy Lenz en 2014.

Le 31 décembre 2005, Bethany Joy Lenz épouse Michael Galeotti, un musicien membre du groupe Enation, qu'elle fréquente depuis seulement 2 mois. Ils ouvrent ensemble un restaurant en juillet 2009 qu'ils appellent le Galeotti's. Le 17 février 2011, Bethany Joy Lenz donne naissance à une petite fille prénommée Maria Rose Galeotti, mais un an plus tard le couple divorce, entraînant la fermeture du Galeotti's. En 2023, la jeune femme révèle avoir été victime d'un mouvement sectaire de ses 20 ans à ses 30 ans et avoir épousé le fils du leader de la secte. En octobre 2024, elle publie ses mémoires sur son expérience intitulé Dinner for Vampires.
De 2012 à 2015, elle est en couple avec l'acteur Wes Ramsey[source secondaire souhaitée], qu'elle avait rencontré lors du tournage du soap Haine et Passion.
Depuis 2018, elle fréquente l'acteur Josh Kelly[source secondaire souhaitée].
Bethany a des origines écossaises, irlandaises, allemandes et autrichiennes.

## Filmographie

### Cinéma
- 1996 : La Peau sur les os (Thinner) : Linda Halleck
- 2017 : Extortion de Phil Volken : Julie Riley
- 2022 : La rivière perdue de Paul Shoulberg : Erica Shaw

### Télévision

#### Téléfilms
- 1992 : Psalty's Salvation Celebration de Wayne Zeitner : Shelly Barnes
- 1998 : 1973 de Gail Mancuso : Lisa
- 2000 : Mary and Rhoda : Rose Cronin
- 2002 : The Legacy de Jim Gillespie : Jess
- 2004 : American Girls 2 : Marni Potts
- 2014 : Le Médaillon de Noël de Norma Bailey : Christine Eisley
- 2016 : Home de Brad Anderson : Rose Bell
- 2017 : Coup de foudre chez le Père Noël de Gary Yates : Jenna Hudson
- 2018 : Un prince à marier : Kate Gleason
- 2018 : Un Noël rouge comme l'amour (Poinsettias for Christmas) de Christie Will Wolf : Ellie Palmer
- 2019 : Un coup de foudre malgré eux (Bottle with love) de David Weaver : Abbey Lawrence
- 2020 : L'amour entre deux pages de Paul Ziller : Vanessa Sills
- 2020 : Une famille cinq étoiles pour Noël (Five Star Christmas) de Christie Will Wolf : Lucy Ralston
- 2020 : Un festival de la Saint-Valentin de Christie Will Wolf  (A Valentine's Match) : Nathalie Simmons
- 2021 : Le Noël surprise d'Emily de Michael Robison : Emily
- 2024 : Un Noël enchanté de John Putch : Lucy Collins

#### Séries télévisées
- 1998 - 2000 : Haine et Passion : Michelle Bauer Santos / Reva Clone jeune
- 2001 : Sexe et Dépendances : Heather
- 2001 : Charmed, épisode  Un jour mon prince viendra : Lady Julia
- 2001 : Felicity : Gretchen
- 2002 : C'est pas ma faute ! : Une vendeuse
- 2003 : Le Protecteur : Claire Stasiak
- 2003 - 2012 : Les Frères Scott : Haley James Scott
- 2011 : Life Unexpected : Haley James Scott
- 2013 : Men at Work : Meg
- 2013 : Dexter : Cassie Jolleston
- 2013 : Les Experts, épisode  Fantôme du passé : Darcy Blaine
- 2014 : Sock Monkee Therapy : Holy
- 2016 : Marvel : Les agents du S.H.I.E.L.D. : Stephanie Malick
- 2016 : American Gothic : April
- 2017 : Colony : Morgan
- 2018 : Grey's Anatomy, épisodes  On récolte ce que l'on sème et  Ironie du sort : Jenny
- 2019 : Pearson : Kerri Allen
- 2022 : Good Sam :  Amy Taylor, épisode 8 Saison 1

### Clips vidéo
- 2005 : Songs in My Pockets

## Réalisation
- 2009 : Les Frères Scott (One Tree Hill) : Confusion d'identité
- 2010 : Les Frères Scott (One Tree Hill) : Se battre jusqu'au bout
- 2010 : Les Frères Scott (One Tree Hill) : Être reconnaissant
- 2016 : Nasty Habits (Web-série) : Somebody's Mom

## Voix françaises
| - Nathalie Gazdik dans : - Les Frères Scott (série télévisée) - Les Experts (série télévisée) - Le Médaillon de Noël - Coup de foudre chez le Père Noël (téléfilm) - Un prince à marier - Un Noël rouge comme l'amour (téléfilm) - Un coup de foudre malgré eux - L'Amour entre deux pages (téléfilm) - Le Noël surprise d'Emily (téléfilm) - Pamela Ravassard dans : - Dexter (série télévisée) - Marvel : Les Agents du SHIELD (série télévisée) - American Gothic (série télévisée) - Un festival pour la Saint-Valentin (téléfilm) Et aussi - Jessie Lambotte dans Pearson (série télévisée) |

## Discographie

### Albums et EPs
- Preincarnate (2002)
- Come on Home (2005)
- The Starter Kit (2007)
- Mission Bell (2008) Avec Everly
- B Tracks, Vol. 1 (2009) Avec Everly
- B Tracks, Vol. 2 (2009) Avec Everly
- Fireside (2009) Avec Everly
- B Tracks, Vol. 3 (2010) Avec Everly
- Then Slowly Grows (2012)
- Your Woman (2013)
- Get Back to Gold (2014)

### Autres chansons enregistrées
- Ophelia
- The Loneliness Is Better Near Now
- One More Thing
- Elsewhere
- Let Me Fall
- Halo (Friends With Benefit : Volume 2) sous le nom d'Haley James Scott
- When the Stars Go Blue (Featuring Tyler Hilton) (One Tree Hill : Volume 1)
- The Long Way (BO du film Ten Inch Hero)
- Something Familiar (BO du film Ten Inch Hero)
- Get You Love (BO du film Ten Inch Hero)
- Feel This (Featuring Enation)
- I Want Something That I Want (Featuring Grace Potter)